# Broc Cresta
Broc Daniel Cresta (* 2. Januar 1987 in Petaluma, Kalifornien; † 28. Juli 2012 in Cheyenne, Wyoming) war ein US-amerikanischer Rodeo-Reiter. Er galt als eines der größten Talente und einer der bekanntesten Vertreter des Rodeo-Sports in den Vereinigten Staaten.

## Leben
Cresta wuchs im kalifornischen Santa Rosa auf der Ranch seiner Eltern auf, wo er auf Ponys spielerisch an das Rodeoreiten herangeführt wurde. Nach seinem Abschluss an der Santa Rosa Highschool wurde er professioneller Rodeo-Reiter. Bereits sein Vater Daniel und sein Onkel waren im professionellen Rodeo aktiv, sein Großvater William züchtete Rodeo-Pferde.
Im Jahr 2007 wurde Cresta mit dem Titel PCA Rookie Heeler of the Year ausgezeichnet. Nach zahlreichen Siegen in Wettkämpfen gewann er 2010 und 2011 mit dem Wrangler National Finals Rodeo Award zweimal die höchste Auszeichnung, die der Rodeosport zu vergeben hat. Crestas Spezialdisziplin war das Team Steer Roping, bei dem er als sogenannter Heeler mit einem Seil drei Läufe eines zuvor durch den sogenannten Header vom Pferd mit dem Lasso eingefangenen jungen Stiers fixierte. Als Heeler belegte er zuletzt die Nummer 12 der Weltrangliste.
Am 28. Juli 2012 wurde Cresta bei einer Rodeo-Veranstaltung in Wyoming tot in seinem Wohnwagen aufgefunden. Laut Obduktionsergebnis verstarb er an einer Vergiftung durch die kombinierte Einnahme von Schmerzmitteln und Alkohol. Cresta ist in seiner Heimatstadt Santa Rosa beerdigt.